# Amare per uccidere
Amare per uccidere (Wicked as They Come) è un film del 1956, diretto da Ken Hughes.

## Trama
Kathy Allenbourg, una giovane donna impiegata in uno stabilimento tessile americano, ha la particolarità di non poter sopportare il benché minimo contatto fisico con un uomo. Frank, Il suo padre adottivo col quale la giovane vive, fa risalire questa sua idiosincrasia, secondo la maniera vaga di esprimersi che gli è propria, a qualcosa che le è successo da piccola.
Una rivista di moda, nella quale il suo amico Mike Lewis lavora insieme a suo padre Sam, indice un concorso fotografico di bellezza, dotato di un cospicuo premio in danaro unito ad un soggiorno spesato in Europa, e Kathy esercita la sua capacità seduttiva non solo su Mike ma anche su Sam affinché nello spoglio dei voti lei risulti vincitrice.
Sull'aereo che la porta a Londra Kathy, che ha abbreviato il proprio cognome in Allen, incontra un giovane uomo di un'agenzia pubblicitaria, Tim O'Bannion, che rimane molto colpito da lei, ma la donna, verosimilmente perché ha motivi per supporre che Tim non sia certo ricco, lo allontana. Giunta in albergo fa la conoscenza di un altro uomo, il fotografo Larry Buckham. La storia con quest'ultimo si protrae più a lungo, e quando Larry le propone di sposarlo Kathy, pur non essendo affatto certa dei propri sentimenti, accetta soprattutto in considerazione dei vari debiti che aveva contratto durante il soggiorno londinese. Ma prima del matrimonio Kathy fa ingenti spese in gioielli e pellicce, addebitandoli sul conto  di Larry, per poi sparire: a seguito di ciò Larry dovrà passare qualche tempo in prigione.
Infine Kathy si fa assumere nella stessa azienda in cui lavora Tim, e finisce col diventare la segretaria particolare del titolare, di una certa età, Stephen Collins, nonché la sua amante. Da questo momento la donna incontra saltuariamente anche Tim, nei rapporti col quale pare non manifestare il malessere che la teneva abitualmente lontana dai contatti con gli uomini. La moglie di Collins, Virginia, è la figlia del direttore generale e proprietario dell'azienda, John Dowling e baratta l'allontanamento di Kathy dal marito offrendole un posto di rilievo presso la casa madre della ditta, a Parigi. Qui la giovane riesce ad ammaliare anche l'anziano e facoltoso John, col quale di lì a poco si sposa.
Da allora tuttavia comincia a ricevere strane telefonate ed una anonima lettera intimidatoria, che dopo aver letto distrugge. Da qui nasce in lei un crescente nervosismo che si manifesta nella tensione dei rapporti col marito, della quale diverse persone sono testimoni. Una notte Kathy scorge un'ombra aggirarsi furtiva nel giardino della casa, e le si fa incontro con il revolver del marito. Anche John si alza e si dirige verso il possibile intuso. Kathy, agitatissima, fa fuoco attraverso una porta che sta per essere aperta, e dall'altra parte di essa suo marito cade morto.
Durante l'inchiesta vengono sentiti, oltre a Tim O'Bannion e a Stephen Collins, altre persone che non testimoniano certo a favore della donna, ed il fatto che lei abbia distrutto la lettera, prova di un'attività destabilizzante e criminosa nei suoi confronti, non favorisce l'adozione di eventuali attenuanti, per cui Kathy viene condannata a morte.
Tim intanto ha rintracciato Larry Buckham, che non era stato convocato al processo, e che confessa di essere stato lui ad aggirarsi presso la casa di John e Kathy in quella notte fatale. Tim, per giustificare almeno in parte agli occhi di Larry il comportamento della donna e per convincerlo a raccontare alla polizia la verità, gli mostra un vecchio ritaglio di giornale in cui si parla dell'aggressione subita da un'adolescente, Kathy, ad opera di alcuni balordi: da questo trauma, spiega, sarebbe nata la nevrosi della giovane, che è in parte quindi da compatire.
Tim fa visita in carcere a Kathy, la cui condanna è stata verosimilmente commutata in una pena detentiva per quanto lunga, e quando la donna, contenta di vederlo, gli chiede se in un futuro ci sarà per loro due la possibilità di cominciare un rapporto disteso, Tim, in tutta sincerità, non sa che rispondere, e lascia la prigione.